# مونیک مرکور
مونیک مرکور (فرانسوی: Monique Mercure‎؛ زادهٔ ۱۴ نوامبر ۱۹۳۰ – درگذشته ۱۷ مه ۲۰۲۰) یک هنرپیشه اهل کانادا بود.
از فیلم‌ها یا برنامه‌های تلویزیونی که وی در آن نقش داشته است می‌توان به کوئینتت، ویولن سرخ و ناهار عریان اشاره کرد.
مرکور در سال ۱۹۷۷ برنده جایزه بهترین بازیگر زن جشنواره فیلم کن شده است.